# میکادو، میشیگان
میکادو (به انگلیسی: Mikado Township) یک منطقهٔ مسکونی در ایالات متحده آمریکا است که در شهرستان آلکونا، میشیگان واقع شده‌است.
 میکادو  ۹۴۷ نفر جمعیت دارد و ۲۰۸ متر بالاتر از سطح دریا واقع شده‌است.